# コウロエンカワヒバリガイ
コウロエンカワヒバリガイ（学名 Xenostrobus securis）はイガイ科に属する二枚貝の一種。日本には本来分布していない外来種である。

## 分布
オーストラリア、ニュージーランド原産。
日本では、本州、四国、九州に移入分布する。海外では、アドリア海に外来種として定着している。

## 分類
1981年の記載時は、カワヒバリガイの亜種 Limnoperna fortunei kikuchii として扱われ、1999年に別種として現在の学名に整理された。

## 特徴
殻長3cm。殻色は赤みがかった黒褐色。
内湾や河口の潮間帯に生息しており、集団で固着している。

## 外来種問題
日本では1972年に岡山県の児島湾で最初に記録された。その後、西日本各地で確認されている。バラスト水によって拡散したものと推測され、初記録のあった1970年代は日本とオーストラリアとの貿易量が増大した時期である。
外来生物法により要注意外来生物に指定されている。また、日本の侵略的外来種ワースト100に選定されている。